# Cesana San Sicario

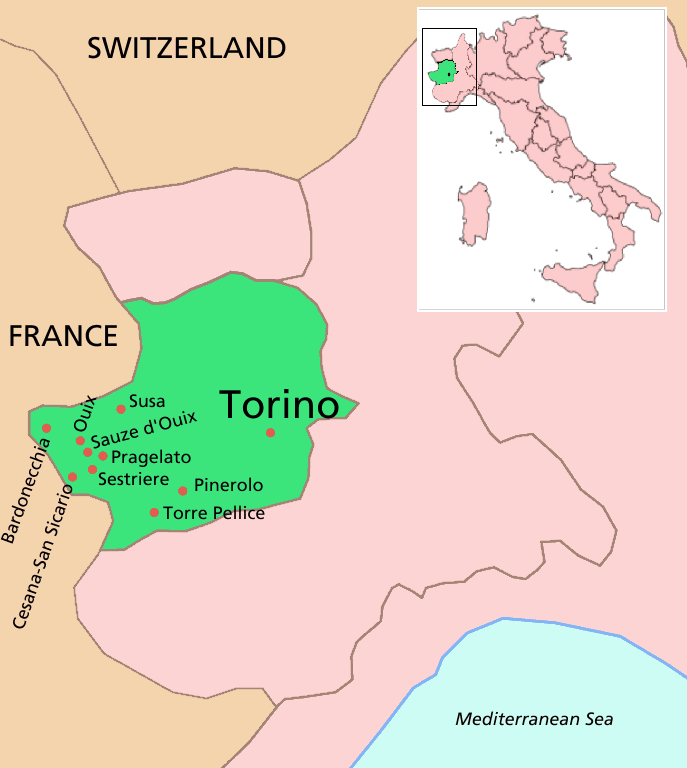
Lokalizacja Cesany

Cesana San Sicario – włoski obiekt sportowy, znajdujący się w miejscowości Cesana w Alpach w Piemoncie.
Wchodzi w skład jednego z największych ośrodków narciarskich we Włoszech, Via Lattea.
Podczas Igrzysk Olimpijskich w roku 2006 w Cesana San Sicario odbyły się zawody biathlonowe.